# Selección de fútbol de Portugal
La selección de fútbol de Portugal (en portugués, Seleção Portuguesa de Futebol), es el equipo que representa a Portugal en las competiciones oficiales. Está dirigida por la Federación Portuguesa de Fútbol (FPF), la cual está afiliada a la Unión de Asociaciones Europeas de Fútbol (UEFA) y a la Federación Internacional de Fútbol Asociado (FIFA).
Los partidos de local de Portugal se juegan en varios estadios de todo el país y su principal campo de entrenamiento y sede técnica, Cidade do Futebol, se encuentra en Oeiras.
El máximo goleador de la selección portuguesa, es Cristiano Ronaldo quién también posee el récord de más partidos disputados con su país.
La primera participación de Portugal en una fase final de un torneo importante fue en la Copa del Mundo de 1966, en la que un equipo con el ganador del Balón de Oro, Eusébio, terminó en tercer lugar. Las dos siguientes ocasiones en que Portugal se clasificó para la fase final de la Copa del Mundo fueron en 1986 y 2002, quedando en la primera ronda en ambas ocasiones. Portugal también llegó a las semifinales de la fase final de la UEFA Euro 1984, perdiendo 3-2 en la prórroga ante los anfitriones y eventuales ganadores de Francia.
Bajo la primera generación dorada del equipo en la década de 1990, Portugal comenzó a estar presente de manera constante en todas las etapas finales de los grandes torneos, alcanzando las semifinales de la Eurocopa 2000, la final de la Eurocopa 2004 después de perder ante Grecia en casa y las semifinales de la Copa del Mundo 2006, terminando en el cuarto lugar, el mejor resultado del país en la Copa del Mundo desde 1966. Esto se debió en gran parte a la producción de varios jugadores, como Luís Figo, Rui Costa, Ricardo Carvalho y Cristiano Ronaldo.
En 2014, Fernando Santos es nombrado nuevo entrenador. Dos años más tarde, en la Eurocopa 2016, Santos le dio a Portugal su primer trofeo importante, al derrotar a la anfitriona Francia. Con la victoria, Portugal se clasificó e hizo su única aparición en la Copa FIFA Confederaciones celebrada en Rusia, donde terminó en tercer lugar.
El 10 de julio de 2016, logra el mayor éxito de su historia al ganar la Eurocopa 2016, celebrada en Francia tras vencer en la final por 1 a 0 en la prórroga a la selección anfitriona.
El 9 de junio de 2019, se corona campeona de la primera edición de la Liga de Naciones 2018-19 y obtiene así el segundo título en su historia al derrotar a la selección de los Países Bajos por un marcador de 1 a 0. Portugal se convirtió así en el primer equipo en lograr el doblete europeo Euro (2016) y Liga de Naciones (2018-2019).
Portugal se conoce coloquialmente como la Seleção das Quinas (una sinécdoque basada en el escudo heráldico del país) y tiene rivalidades notables con Brasil, debido a los rasgos culturales y el patrimonio compartidos, con Francia, debido a varios encuentros importantes entre los dos equipos como en Eurocopa y Copa del Mundo, y con España, la cual disputan el «derbi ibérico», también conocida como A Guerra Ibérica en portugués o The Iberian War en inglés, con la rivalidad entre dos países que se remonta a 1581.
En la clasificación de la FIFA, vigente desde agosto de 1993, la mejor posición que ocupa Portugal es el 3.er lugar, alcanzado por primera vez en mayo de 2010, mientras que la peor posición es el 43.º lugar, ocupado en agosto de 1998. Actualmente, ocupa el 7.º puesto en el "ranking FIFA".

## Historia
La FPF se fundó en 1914 y se afilió años antes. En 1921, disputó su primer encuentro internacional en Madrid, España, el 18 de diciembre, cuando perdió ante los locales por 3 a 1. El peor resultado de la historia lo padeció en 1947, cuando Inglaterra lo venció 10 a 0. Pero en 1994 consiguió su mejor victoria y fue 8 a 0 ante Liechtenstein. A lo largo de los años, Cristiano Ronaldo dos Santos Aveiro fue quien más veces vistió la camiseta de Portugal con 200 partidos y también es el goleador histórico de la selección portuguesa con sus 123 tantos.
En la Copa del Mundo de Uruguay 1930 los lusitanos estuvieron ausentes, al igual que una gran cantidad de países europeos, dado el alto costo del viaje al país sudamericano. Pero luego estuvo largos años tratando de llegar a la competición, pero sus clasificaciones no fueron las mejores. Para Italia 1934, Francia 1938, Brasil 1950, Suiza 1954, Suecia 1958 y Chile 1962 no logró conseguir el boleto para la cita mundialista y su participación se hizo esperar.
Recién dijo presente en la Copa del Mundo de Inglaterra 1966, donde consiguió el mejor puesto en su historia: el tercer lugar. Además, tuvo a Eusébio como goleador del torneo con nueve tantos. Integró el grupo 3, donde terminó en el primer puesto, y junto a Hungría accedió a los cuartos de final. Allí batió a Corea del Norte con un tridente de tantos de Eusebio, conocido como la Perla de Mozambique (ya que nació en dicho país africano) y en semifinales se acabó el sueño, cuando perdió ante la anfitriona Inglaterra por 2 a 1. El consuelo llegó al vencer a la Unión Soviética por idéntico resultado en el juego por el tercer puesto.
Luego estuvo otros tantos años sin visitar una cita mundialista. Para México 1970, Alemania 1974, Argentina 1978 y España 1982, el seleccionado portugués no accedió tras unas eliminatorias muy pobres en resultados. Su segunda participación en una Copa del Mundo se dio en México 1986, en donde integró el grupo F, en el que no logró pasar la primera fase, ya que Marruecos, Inglaterra y Polonia accedieron a la siguiente etapa. Después, Italia 90, Estados Unidos 94 y Francia 98 se disputaron sin la participación de la selección de Portugal.
Su tercera incursión mundialista estuvo en la que se celebró en 2002 conjuntamente en los países asiáticos de Corea del Sur y Japón. A la misma llegó con una generación de jugadores impresionantes, la llamada Generación de Oro, comandada por el genial Luís Figo y compuesta por Fernando Couto, Rui Costa, Pauleta, Nuno Gomes y João Pinto, entre los más representativos. Integró el accesible grupo D junto a Corea del Sur, Estados Unidos y Polonia, pero los resultados no fueron los mejores y solamente pasaron a octavos de final los asiáticos y norteamericanos, dejando a ambos europeos fuera de competencia.
Con varios sobrevivientes de la Copa del Mundo de Corea/Japón 2002, como Figo y Pauleta, y otros nuevos valores como Deco y el talentoso y brillante Cristiano Ronaldo, el combinado lusitano se clasificó para el Mundial de Alemania 2006. Ganó los partidos a México, Angola e Irán por el grupo D y pasó a octavos, donde se enfrentó y eliminó a los Países Bajos por la mínima. En dicho juego se registró un récord: se mostraron cuatro tarjetas rojas y dieciséis cartones amarillos. Durante los cuartos de final dejó atrás a Inglaterra por 3 a 1 desde tiros del punto de penal, pero en semifinales cayó ante la Francia de Zinedine Zidane por 1 a 0.
Luego de ser segunda en el grupo 1 de las eliminatorias europeas detrás de Dinamarca y ganarle la repesca a Bosnia-Herzegovina, llegó a Sudáfrica 2010, siendo esta su quinta Copa del Mundo de la historia. Allí, el sorteo de diciembre de 2009, la ubicó como segunda del grupo G, junto a Brasil, Costa del Marfil y Corea del Norte. El 15 de junio, abrió su juego frente a los africanos en el estadio Nelson Mandela de la ciudad de Puerto Elizabeth. Seis días después, se vio las caras con los asiáticos en el estadio Green Point de Ciudad del Cabo, y cerró su participación el 25 de junio, cuando jugó con Brasil en estadio Moses Mabhida de la ciudad de Durban. Se clasificó como segunda del grupo G, donde fue eliminada por España, con un ajustado resultado de 1-0.
Jugó la Eurocopa, donde se clasificó como segunda de su grupo detrás de Alemania. En octavos de final, venció a República Checa por 1-0, pero una vez más fue eliminada en semifinales por España en definición por penales.
En el 2013, logró quedar segunda en su grupo detrás de Rusia, clasificando para una repesca ante Suecia para clasificar para Brasil 2014, en aquel partido ganaron de locales 1-0 y vencieron de visitantes 3-2, siendo encasillada junto a Alemania, Ghana y los Estados Unidos en Brasil 2014.
Su debut en el Mundial de Brasil 2014 no fue el mejor, cayendo derrotada por 4 a 0 frente a Alemania. En su segundo partido debía ganar para no complicarse en la clasificación, pero empataría 2 a 2 con Estados Unidos. En la última fecha, Portugal vence a Ghana 2 a 1, pero no logra clasificarse, quedando eliminado en la primera ronda.
El 31 de marzo de 2015, Portugal sufrió una de las derrotas más humillantes, tras caer 0-2 ante Cabo Verde.
En la Eurocopa 2016, el combinado portugués quedó en el grupo F junto a Austria, Hungría e Islandia, donde quedaría tercera, pero clasificándose tras empatar 1-1 con los escandinavos, 0-0 ante los austríacos y también empatando ante Hungría por 3-3. En octavos de final, derrotarían a Croacia por 1-0 en la prórroga. En cuartos de final, derrotaron por 5-3 en penales a Polonia, tras empatar 1-1 en 120 minutos. En semifinales vencieron a Gales por 2-0, logrando la clasificación por segunda vez a una final. En la final, Portugal se corona campeón derrotando a Francia por 1-0, siendo esta la primera Eurocopa y el primer título en general que gana en su historia. El capitán y encargado de alzar el trofeo, Cristiano Ronaldo, fue también galardonado con la Bota de Plata del torneo. Gracias a la obtención del entorchado, la selección de Portugal se clasificó a la Copa Confederaciones 2017.
En la Copa Confederaciones 2017, fue líder de su grupo, al empatar 2-2 con México en primera fecha, luego vencería a los locales Rusos por 1-0, para finalizar goleando a la Selección de Nueva Zelanda por 4-0. En las semifinales empatarían sin goles ante Chile en ciento veinte minutos. En la tanda de penales, Chile ganaría 3-0, al convertir todos sus penales, mientras que Portugal fallaría todos sus tiros, al ser tapados por Claudio Bravo, la figura del partido.
En 2018, logró clasificar para el Mundial de Rusia, debutando frente a su clásico rival España. Un vibrante partido de ida y vuelta, donde el astro luso Cristiano Ronaldo marcó en el minuto 4 (de penalti), empató Diego Costa en el minuto 24, volvió a marcar CR7 en el minuto 44, volvió a imponerse el conjunto ibérico por medio de Diego Costa (min. 55) y Fernández Iglesias (min. 58), y cuando todo parecía resuelto, Ronaldo «inventó» una falta en las puertas del área española, ejecutando un exquisito tiro libre que empató el encuentro en el minuto 88. CR7 se convirtió así en el primer jugador de la historia en anotar en ocho grandes torneos en forma consecutiva, y el cuarto que anota en cuatro mundiales diferentes (2006, 2010, 2014 y 2018) tras los casos de Pelé, Uwe Seeler y Miroslav Klose. Posteriores resultados frente a Marruecos (1-0 gol de CR7) y frente a Irán (1-1, goles de Ricardo Quaresma en el minuto 45 y Karim Ansarifard en el minuto 93, de penal, confirmado por el VAR) terminaron dándole al seleccionado luso el pase a octavos. El 30 de junio de 2018 quedó eliminada del Mundial de Rusia a manos de la selección uruguaya. La selección lusa logró descontar el marcador con un gol de Pepe, antes de perder por un marcador de 2 a 1. Fue la decimoctava selección en quedar eliminada del mundial.
Después de la Copa del Mundo, Portugal formó parte de la Liga de Naciones de la UEFA inaugural, donde la se colocó en la liga A y quedó encuadrada en el Grupo 3 con Italia y Polonia. El 9 de marzo de 2018, la UEFA anunció que Portugal había expresado interés en participar en la fase final de la Liga de las Naciones, que luego se anunció que los ganadores del grupo serían designados como anfitriones. Portugal comenzó la liga derrotando a Italia en una victoria en casa por 1-0, con André Silva anotando el único gol del partido. En su segundo partido, Portugal derrotó a Polonia en una victoria a domicilio por 3-2. En los dos partidos restantes, Portugal se enfrentó a Italia y Polonia en un empate 0-0 a domicilio y a Polonia 1-1 en casa, respectivamente, para avanzar a la fase final de la Liga de Naciones, ganando así automáticamente los derechos de anfitrión, que fueron confirmados por el Comité Ejecutivo de la UEFA el 3 de diciembre de 2018. En las semifinales del 5 de junio de 2019, Cristiano Ronaldo hizo su regreso al equipo anotando un triplete contra Suiza para asegurar a los anfitriones un lugar en la final. Cuatro días después, en la final en el Estádio do Dragão de Oporto, Portugal derrotó a Países Bajos 1-0, con el único gol de Gonçalo Guedes en el minuto 60 ganando la primera Liga de Naciones. 
En el Mundial de 2022, Portugal comenzó derrotando a Ghana 3-2 en su primer partido de grupo y luego venció a Uruguay 2-0 clasificando a los octavos de final antes de perder 2-1 ante Corea del Sur en el último partido de fase de grupo. El equipo realizó una de las mejores actuaciones del torneo en los octavos de final contra Suiza, demoliendo a su oponente 6-1, pero sorprendentemente perdieron con Marruecos 1-0 en los cuartos de final. Esta derrota dictó la dimisión de Fernando Santos y la llegada de Roberto Martínez para nuevo seleccionador, siendo anunciado en enero de 2023.
Portugal tuvo una impresionante fase de grupos en la Liga de Naciones en 2024-25, sumando 14 puntos en seis partidos y una notable actuación ofensiva con 13 goles marcados. El equipo registró cuatro victorias y dos empates, demostrando consistencia y potencia. La campaña comenzó con una victoria por 2-1 sobre Croacia. Posteriormente, la selección portuguesa venció a Escocia por 2-1 en la segunda ronda y consiguió otra victoria a domicilio contra Polonia por 3-1. El único empate sin goles se produjo en la cuarta ronda, contra Escocia. Portugal demostró su poder ofensivo al golear a Polonia por 5-1 en la quinta ronda y concluyó la fase de grupos con un empate 1-1 contra Croacia.
En los cuartos de final de la Liga de Naciones, Portugal se enfrentó a Dinamarca en un emocionante encuentro a doble partido. El partido de ida, celebrado el 20 de marzo de 2025 en el Parken Stadion de Copenhague, terminó con victoria por 1-0 para el equipo danés gracias a un gol de Höjlund, quien entró desde el banquillo para adelantar al equipo local. Sin embargo, la suerte de Portugal cambió en la vuelta, el 23 de marzo de 2025 en el Estádio José Alvalade de Lisboa. En una victoria por 5-2, el equipo portugués dio la vuelta al marcador global. El impulso comenzó con un autogol de Andersen, y Cristiano Ronaldo marcó el gol del empate para el 2-2. Francisco Trincão, que entró en el minuto 79, fue decisivo al marcar en el minuto 81 con una hermosa volea con la zurda, y lo volvió a hacer en el 91. Gonçalo Ramos selló la victoria con un gol en el minuto 115. Para Dinamarca, Rasmus Kristensen (en el 56) y Eriksen (en el 76) volvieron a marcar. Con un marcador global de 5-3, Portugal aseguró su clasificación para la siguiente ronda.
En las semifinales de la Liga de Naciones, Portugal remontó para vencer a Alemania en Múnich. Aunque Wirtz abrió el marcador para los alemanes, el equipo de Roberto Martínez demostró una gran resiliencia, con Cristiano Ronaldo y Francisco Conceição —este último elegido MVP del partido— liderando la remontada que les aseguró el pase a la final.
Portugal volvió a conquistar el título de la Liga de Naciones. El 8 de junio de 2025, la selección portuguesa venció a España en los penaltis tras empatar en el tiempo reglamentario y se proclamó campeona de la competición por segunda vez en la historia. El partido se disputó en el Allianz Arena de Múnich (Alemania). Tras un empate 2-2 en el tiempo reglamentario, el partido se fue a la prórroga y posteriormente a los penaltis. Rúben Neves marcó el penalti decisivo que dio el título a Portugal. Los goles del partido fueron obra de Zubimendi, Nuno Mendes, Oyarzabal y Cristiano Ronaldo. La disputa se decidió en los penaltis. Para España, Morata falló la ocasión. En el penalti decisivo, Rúben Neves marcó y dio el título a Portugal.

## Uniforme y escudo

La Cruz de la Orden de Cristo, emblema del país, es utilizado bajo el blasón portugués como el escudo de la selección de Portugal.

| Primera equipación | (Ver evolución) | Equipación actual |

## Localía
La selección de Portugal no tiene un estadio fijo para disputar sus partidos en su país. Estos son los estadios donde normalmente disputa dichos encuentros como selección local:
- Estádio Nacional do Jamor
- Estádio da Luz
- Estádio do Dragão
- Estádio José Alvalade
- Estádio Dr. Malgalhães Pessoa
- Estádio do Algarve
- Estádio Municipal de Braga
- Estádio D. Afonso Henriques
- Estádio do Restelo
- Estádio Municipal de Aveiro

## Rivalidades
Desde su creación en 1921, la selección portuguesa de fútbol ha mantenido una rivalidad deportiva, principalmente marcada por sus enfrentamientos a lo largo de la historia, con la colindante España. Con ella disputa el denominado «derbi ibérico», siendo el equipo al que más veces se ha enfrentado Portugal a lo largo de su historia. La rivalidad en sus partidos, propia de países vecinos, proviene además de las diferencias históricas a lo largo de la historia de ambos países.
En los últimos años se han ido forjando nuevas rivalidades de menor carácter, debido aún a la poca historicidad de los mismos y la ubicación geográfica del país. 

## Jugadores

### Más participaciones
Actualizado a 8 de junio de 2025.
| #  | Nombre            | Período       | Partidos |
| -- | ----------------- | ------------- | -------- |
| 1  | Cristiano Ronaldo | 2003-presente | 221      |
| 2  | João Moutinho     | 2005-2021     | 146      |
| 3  | Pepe              | 2007-2024     | 141      |
| 4  | Luís Figo         | 1991-2006     | 127      |
| 5  | Nani              | 2006-2017     | 112      |
| 6  | Fernando Couto    | 1990-2004     | 110      |
| 7  | Rui Patrício      | 2010-2024     | 108      |
| 8  | Bernardo Silva    | 2015-presente | 102      |
| 9  | Bruno Alves       | 2006-2018     | 96       |
| 10 | Rui Costa         | 1994-2004     | 94       |

### Máximos goleadores

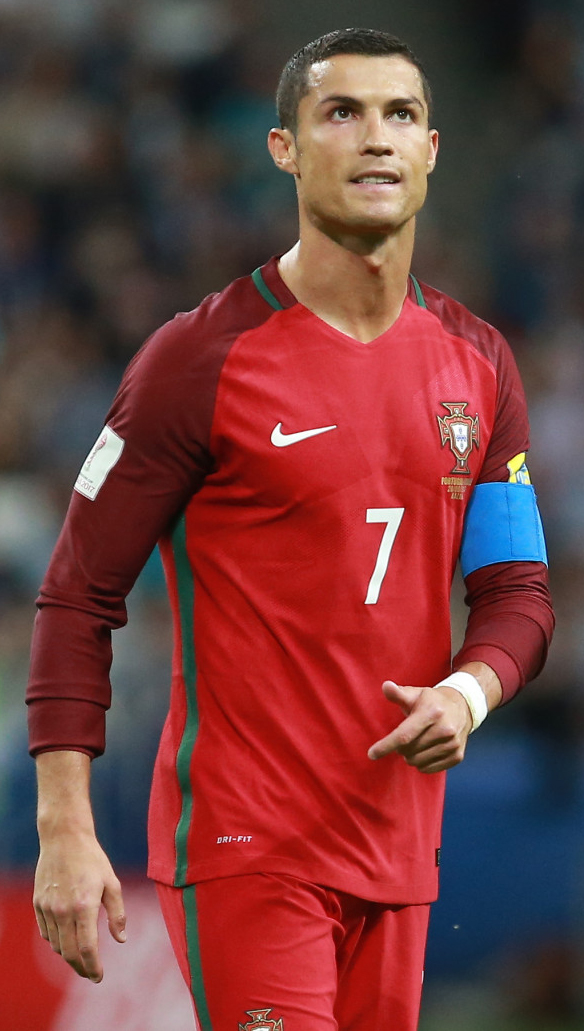
Cristiano Ronaldo, máximo goleador histórico de la selección con 138 goles.

Actualizado al 8 de junio de 2025.
| #  | Nombre                    | Período       | Goles | Partidos | Promedio |
| -- | ------------------------- | ------------- | ----- | -------- | -------- |
| 1  | Cristiano Ronaldo (lista) | 2003-presente | 138   | 221      | 0,63     |
| 2  | Pauleta                   | 1997-2006     | 47    | 88       | 0,53     |
| 3  | Eusébio                   | 1961-1973     | 41    | 64       | 0,64     |
| 4  | Luís Figo                 | 1991-2006     | 32    | 127      | 0,25     |
| 5  | Nuno Gomes                | 1996-2011     | 29    | 79       | 0,36     |
| 6  | Hélder Postiga            | 2003-2014     | 27    | 71       | 0,38     |
| 7  | Rui Costa                 | 1993-2004     | 26    | 94       | 0,28     |
| 8  | Bruno Fernandes           | 2017-presente | 25    | 80       | 0,26     |
| 9  | Nani                      | 2006-2017     | 24    | 112      | 0,21     |
| 10 | João Pinto                | 1991-2002     | 23    | 81       | 0,28     |

### Última convocatoria
Lista de los 26 convocados para los partidos de junio de la Fase final de la Liga de Naciones de la UEFA 2024-25
| N.º               | Nombre              | Posición      | Edad    | PJ  | Goles | Club                          |
| ----------------- | ------------------- | ------------- | ------- | --- | ----- | ----------------------------- |
| 1                 | Diogo Costa         | Portero       | 25 años | 36  | 0     | Fútbol Club Oporto            |
| 12                | José Sá             | Portero       | 32 años | 3   | 0     | Wolverhampton Wanderers F. C. |
| 22                | Rui Silva           | Portero       | 31 años | 1   | 0     | S. C. Portugal                |
| 2                 | Nélson Semedo       | Defensa       | 31 años | 44  | 0     | Wolverhampton Wanderers F. C. |
| 3                 | Rúben Dias          | Defensa       | 28 años | 68  | 3     | Manchester City F. C.         |
| 4                 | António Silva       | Defensa       | 21 años | 17  | 0     | S. L. Benfica                 |
| 5                 | Diogo Dalot         | Defensa       | 26 años | 29  | 3     | Manchester United F. C.       |
| 13                | Renato Veiga        | Defensa       | 21 años | 5   | 0     | Juventus F. C.                |
| 14                | Gonçalo Inácio      | Defensa       | 23 años | 16  | 2     | S. C. Portugal                |
| 25                | Nuno Mendes         | Defensa       | 23 años | 37  | 1     | Paris Saint-Germain F. C.     |
| 6                 | João Palhinha       | Mediocampista | 30 años | 34  | 2     | Bayern de Múnich              |
| 8                 | Bruno Fernandes     | Mediocampista | 30 años | 80  | 25    | Manchester United F. C.       |
| 10                | Bernardo Silva      | Mediocampista | 30 años | 102 | 13    | Manchester City F. C.         |
| 15                | João Neves          | Mediocampista | 20 años | 16  | 0     | Paris Saint-Germain F. C.     |
| 18                | Rúben Neves         | Mediocampista | 28 años | 58  | 0     | Al-Hilal F. C.                |
| 23                | Vitinha             | Mediocampista | 25 años | 29  | 0     | Paris Saint-Germain F. C.     |
| 24                | Rodrigo Mora        | Mediocampista | 18 años | 0   | 0     | Fútbol Club Oporto            |
| 7                 | Cristiano Ronaldo   | Delantero     | 40 años | 219 | 138   | Al-Nassr F. C.                |
| 9                 | Gonçalo Ramos       | Delantero     | 24 años | 16  | 9     | Paris Saint-Germain F. C.     |
| 11                | João Félix          | Delantero     | 25 años | 45  | 9     | A. C. Milan                   |
| 16                | Francisco Trincão   | Delantero     | 25 años | 11  | 2     | S. C. Portugal                |
| 17                | Rafael Leão         | Delantero     | 26 años | 40  | 5     | A. C. Milan                   |
| 19                | Pedro Gonçalves     | Delantero     | 27 años | 3   | 0     | S. C. Portugal                |
| 20                | Pedro Neto          | Delantero     | 25 años | 17  | 2     | Chelsea F. C.                 |
| 21                | Diogo Jota (†)      | Delantero     | 28 años | 49  | 14    | Liverpool F. C.               |
| 26                | Francisco Conceição | Delantero     | 22 años | 11  | 2     | Juventus F. C.                |
| Bandera de España | Roberto Martínez    | Entrenador    | 51 años |     |       |                               |

Nota: Diogo Jota falleció el 3 de julio de 2025 debido a un accidente automovilístico en Cernadilla, Zamora, España.

## Seleccionadores
| - 1925-1926: Ribeiro dos Reis - 1926-1929: Cândido de Oliveira - 1929-1930: A. Maia Lourenço - 1930-1931: Laurindo Grijó - 1931-1932: Tavares da Silva - 1932-1933: Salvador do Carmo - 1933-1935: Ribeiro dos Reis - 1935-1945: Cândido de Oliveira - 1945-1947: Tavares da Silva - 1947-1948: Virginio Paula - 1948-1949: Armando Sampaio - 1949-1951: Salvador do Carmo - 1951-1952: Tavares da Silva - 1952-1953: Cândido de Oliveira - 1953-1954: Salvador do Carmo - 1954-1955: Fernando Vaz - 1955-1957: Tavares da Silva - 1957-1961: José María Antunes | - 1961-1962: Armando Ferreira - 1962-1964: José María Antunes - 1964-1965: Otto Glória - 1965-1966: Bela Guttmann - 1966-1968: José Gomes da Silva - 1968-1970: José María Antunes - 1970-1972: José Gomes da Silva - 1972-1974: José Augusto de Almeida - 1974-1977: José María Pedroto - 1977-1978: Júlio Cercado Pereira - 1978-1980: Mário Wilson - 1980-1982: Júlio Cercado Pereira - 1982-1983: Otto Glória - 1983-1984: Fernando Cabrita - 1984-1986: José Augusto Torres - 1986-1987: Rui Seabra - 1987-1989: Júlio Cercado Pereira - 1989-1991: Artur Jorge | - 1991-1993: Carlos Queiroz - 1993-1994: Nelo Vingada - 1994-1996: António Oliveira - 1996-1998: Artur Jorge - 1998-2000: Humberto Coelho - 2000-2002: António Oliveira - 2002-2003: Agostinho Oliveira - 2003-2008: Luiz Felipe Scolari - 2008-2010: Carlos Queiroz - 2010-2014: Paulo Bento - 2014-2022: Fernando Santos - 2023-Act: Roberto Martínez |

## Resultados

### Últimos partidos y próximos encuentros
| Fecha      | Ciudad     | Competencia                     | Racha | Local     |                      | Resultados     |                      | Visitante |
| ---------- | ---------- | ------------------------------- | ----- | --------- | -------------------- | -------------- | -------------------- | --------- |
| 12/10/2024 | Varsovia   | Liga de Naciones UEFA 24/25     | Sí    | Polonia   | Bandera de Polonia   | 1:3 (0:2)      | Bandera de Portugal  | Portugal  |
| 15/10/2024 | Glasgow    | Liga de Naciones UEFA 24/25     |       | Escocia   | Bandera de Escocia   | 0:0            | Bandera de Portugal  | Portugal  |
| 15/11/2024 | Oporto     | Liga de Naciones UEFA 24/25     | Sí    | Portugal  | Bandera de Portugal  | 5:1 (0:0)      | Bandera de Polonia   | Polonia   |
| 18/11/2024 | Split      | Liga de Naciones UEFA 24/25     |       | Croacia   | Bandera de Croacia   | 1:1 (0:1)      | Bandera de Portugal  | Portugal  |
| 20/03/2025 | Copenhague | Liga de Naciones UEFA 24/25     | No    | Dinamarca | Bandera de Dinamarca | 1:0 (0:0)      | Bandera de Portugal  | Portugal  |
| 23/03/2025 | Lisboa     | Liga de Naciones UEFA 24/25     | Sí    | Portugal  | Bandera de Portugal  | 5:2 (1:0)      | Bandera de Dinamarca | Dinamarca |
| 04/06/2025 | Múnich     | Liga de Naciones UEFA 24/25     | Sí    | Alemania  | Bandera de Alemania  | 1:2 (0:0)      | Bandera de Portugal  | Portugal  |
| 08/06/2025 | Múnich     | Liga de Naciones UEFA 24/25     |       | España    | Bandera de España    | 2:2 (3:5 pen.) | Bandera de Portugal  | Portugal  |
| 06/09/2025 | Ereván     | Clasificación Copa Mundial 2026 |       | Armenia   | Bandera de Armenia   | -:-            | Bandera de Portugal  | Portugal  |
| 09/09/2025 | Budapest   | Clasificación Copa Mundial 2026 |       | Hungría   | Bandera de Hungría   | -:-            | Bandera de Portugal  | Portugal  |
| 11/10/2025 | TBD        | Clasificación Copa Mundial 2026 |       | Portugal  | Bandera de Portugal  | -:-            | Bandera de Irlanda   | Irlanda   |
| 14/10/2025 | TBD        | Clasificación Copa Mundial 2026 |       | Portugal  | Bandera de Portugal  | -:-            | Bandera de Hungría   | Hungría   |

## Estadísticas

### Copa Mundial de Fútbol
Total
| Copa Mundo | Copa Mundo                    | Copa Mundo                    | Copa Mundo                    | Copa Mundo                    | Copa Mundo                    | Copa Mundo                    | Copa Mundo                    | Copa Mundo                    | Copa Mundo                    | Copa Mundo                    | Copa Mundo |
| Año        | Ronda                         | Posición                      | PJ                            | PG                            | PE                            | PP                            | GF                            | GC                            | DG                            | Goleador                      |            |
| ---------- | ----------------------------- | ----------------------------- | ----------------------------- | ----------------------------- | ----------------------------- | ----------------------------- | ----------------------------- | ----------------------------- | ----------------------------- | ----------------------------- | ---------- |
| 1930       | Sin participación             | Sin participación             | Sin participación             | Sin participación             | Sin participación             | Sin participación             | Sin participación             | Sin participación             | Sin participación             | Sin participación             |            |
| 1934       | No se clasificó               | No se clasificó               | No se clasificó               | No se clasificó               | No se clasificó               | No se clasificó               | No se clasificó               | No se clasificó               | No se clasificó               | No se clasificó               |            |
| 1938       | No se clasificó               | No se clasificó               | No se clasificó               | No se clasificó               | No se clasificó               | No se clasificó               | No se clasificó               | No se clasificó               | No se clasificó               | No se clasificó               |            |
| 1950       | No se clasificó               | No se clasificó               | No se clasificó               | No se clasificó               | No se clasificó               | No se clasificó               | No se clasificó               | No se clasificó               | No se clasificó               | No se clasificó               |            |
| 1954       | No se clasificó               | No se clasificó               | No se clasificó               | No se clasificó               | No se clasificó               | No se clasificó               | No se clasificó               | No se clasificó               | No se clasificó               | No se clasificó               |            |
| 1958       | No se clasificó               | No se clasificó               | No se clasificó               | No se clasificó               | No se clasificó               | No se clasificó               | No se clasificó               | No se clasificó               | No se clasificó               | No se clasificó               |            |
| 1962       | No se clasificó               | No se clasificó               | No se clasificó               | No se clasificó               | No se clasificó               | No se clasificó               | No se clasificó               | No se clasificó               | No se clasificó               | No se clasificó               |            |
| 1966       | Tercer lugar                  | 3.º                           | 6                             | 5                             | 0                             | 1                             | 17                            | 8                             | +9                            | Eusébio: 9                    |            |
| 1970       | No se clasificó               | No se clasificó               | No se clasificó               | No se clasificó               | No se clasificó               | No se clasificó               | No se clasificó               | No se clasificó               | No se clasificó               | No se clasificó               |            |
| 1974       | No se clasificó               | No se clasificó               | No se clasificó               | No se clasificó               | No se clasificó               | No se clasificó               | No se clasificó               | No se clasificó               | No se clasificó               | No se clasificó               |            |
| 1978       | No se clasificó               | No se clasificó               | No se clasificó               | No se clasificó               | No se clasificó               | No se clasificó               | No se clasificó               | No se clasificó               | No se clasificó               | No se clasificó               |            |
| 1982       | No se clasificó               | No se clasificó               | No se clasificó               | No se clasificó               | No se clasificó               | No se clasificó               | No se clasificó               | No se clasificó               | No se clasificó               | No se clasificó               |            |
| 1986       | Fase de grupos                | 17.º                          | 3                             | 1                             | 0                             | 2                             | 2                             | 4                             | –2                            | Diamantino, Manuel: 1         |            |
| 1990       | No se clasificó               | No se clasificó               | No se clasificó               | No se clasificó               | No se clasificó               | No se clasificó               | No se clasificó               | No se clasificó               | No se clasificó               | No se clasificó               |            |
| 1994       | No se clasificó               | No se clasificó               | No se clasificó               | No se clasificó               | No se clasificó               | No se clasificó               | No se clasificó               | No se clasificó               | No se clasificó               | No se clasificó               |            |
| 1998       | No se clasificó               | No se clasificó               | No se clasificó               | No se clasificó               | No se clasificó               | No se clasificó               | No se clasificó               | No se clasificó               | No se clasificó               | No se clasificó               |            |
| 2002       | Fase de grupos                | 21.º                          | 3                             | 1                             | 0                             | 2                             | 6                             | 4                             | +2                            | Pauleta: 3                    |            |
| 2006       | Cuarto lugar                  | 4.º                           | 7                             | 4                             | 1                             | 2                             | 7                             | 5                             | +2                            | Maniche: 2                    |            |
| 2010       | Octavos de final              | 11.º                          | 4                             | 1                             | 2                             | 1                             | 7                             | 1                             | +6                            | Tiago: 2                      |            |
| 2014       | Fase de grupos                | 18.º                          | 3                             | 1                             | 1                             | 1                             | 4                             | 7                             | –3                            | Nani, Ronaldo y Varela: 1     |            |
| 2018       | Octavos de final              | 13.º                          | 4                             | 1                             | 2                             | 1                             | 6                             | 6                             | 0                             | Cristiano Ronaldo: 4          |            |
| 2022       | Cuartos de final              | 8.º                           | 5                             | 3                             | 0                             | 2                             | 12                            | 6                             | +6                            | Gonçalo Ramos: 3              |            |
| 2026       | Por definir                   | Por definir                   | Por definir                   | Por definir                   | Por definir                   | Por definir                   | Por definir                   | Por definir                   | Por definir                   | Por definir                   |            |
| 2030       | Clasificado por ser anfitrión | Clasificado por ser anfitrión | Clasificado por ser anfitrión | Clasificado por ser anfitrión | Clasificado por ser anfitrión | Clasificado por ser anfitrión | Clasificado por ser anfitrión | Clasificado por ser anfitrión | Clasificado por ser anfitrión | Clasificado por ser anfitrión |            |
| 2034       | Por definir                   | Por definir                   | Por definir                   | Por definir                   | Por definir                   | Por definir                   | Por definir                   | Por definir                   | Por definir                   | Por definir                   |            |
| Total      | 9/23                          | 15.º                          | 35                            | 17                            | 6                             | 12                            | 61                            | 41                            | +20                           | Eusébio: 9                    |            |

### Eurocopa
| Eurocopa | Eurocopa         | Eurocopa        | Eurocopa        | Eurocopa        | Eurocopa        | Eurocopa        | Eurocopa        | Eurocopa        | Eurocopa        | Eurocopa                                                 | Eurocopa |
| Año      | Ronda            | Posición        | PJ              | PG              | PE              | PP              | GF              | GC              | DG              | Goleador                                                 |          |
| -------- | ---------------- | --------------- | --------------- | --------------- | --------------- | --------------- | --------------- | --------------- | --------------- | -------------------------------------------------------- | -------- |
| 1960     | No se clasificó  | No se clasificó | No se clasificó | No se clasificó | No se clasificó | No se clasificó | No se clasificó | No se clasificó | No se clasificó | No se clasificó                                          |          |
| 1964     | No se clasificó  | No se clasificó | No se clasificó | No se clasificó | No se clasificó | No se clasificó | No se clasificó | No se clasificó | No se clasificó | No se clasificó                                          |          |
| 1968     | No se clasificó  | No se clasificó | No se clasificó | No se clasificó | No se clasificó | No se clasificó | No se clasificó | No se clasificó | No se clasificó | No se clasificó                                          |          |
| 1972     | No se clasificó  | No se clasificó | No se clasificó | No se clasificó | No se clasificó | No se clasificó | No se clasificó | No se clasificó | No se clasificó | No se clasificó                                          |          |
| 1976     | No se clasificó  | No se clasificó | No se clasificó | No se clasificó | No se clasificó | No se clasificó | No se clasificó | No se clasificó | No se clasificó | No se clasificó                                          |          |
| 1980     | No se clasificó  | No se clasificó | No se clasificó | No se clasificó | No se clasificó | No se clasificó | No se clasificó | No se clasificó | No se clasificó | No se clasificó                                          |          |
| 1984     | Semifinales      | 4.º             | 4               | 1               | 2               | 1               | 4               | 4               | 0               | Rui Jordão: 2                                            |          |
| 1988     | No se clasificó  | No se clasificó | No se clasificó | No se clasificó | No se clasificó | No se clasificó | No se clasificó | No se clasificó | No se clasificó | No se clasificó                                          |          |
| 1992     | No se clasificó  | No se clasificó | No se clasificó | No se clasificó | No se clasificó | No se clasificó | No se clasificó | No se clasificó | No se clasificó | No se clasificó                                          |          |
| 1996     | Cuartos de final | 5.º             | 4               | 2               | 1               | 1               | 5               | 2               | +3              | Couto, Figo, Paciência, Pinto y Sá Pinto: 1              |          |
| 2000     | Semifinales      | 4.º             | 5               | 4               | 0               | 1               | 10              | 4               | +6              | Nuno Gomes: 4                                            |          |
| 2004     | Subcampeón       | 2.º             | 6               | 3               | 1               | 2               | 8               | 6               | +2              | Costa, Maniche y Ronaldo: 2                              |          |
| 2008     | Cuartos de final | 7.º             | 4               | 2               | 0               | 2               | 7               | 6               | +1              | Deco, Gomes, Meireles, Pepe, Postiga y Ronaldo: 1        |          |
| 2012     | Semifinales      | 4.º             | 5               | 3               | 1               | 1               | 6               | 4               | +2              | Cristiano Ronaldo: 3                                     |          |
| 2016     | Campeón          | 1.º             | 7               | 3               | 4               | 0               | 9               | 5               | +4              | Nani y Ronaldo: 3                                        |          |
| 2020     | Octavos de final | 13.º            | 4               | 1               | 1               | 2               | 7               | 7               | 0               | Cristiano Ronaldo: 5                                     |          |
| 2024     | Cuartos de final | 8.º             | 5               | 2               | 2               | 1               | 5               | 3               | 2               | Francisco Conceição, Bernardo Silva y Bruno Fernandes: 1 |          |
| 2028     | Por definir      | Por definir     | Por definir     | Por definir     | Por definir     | Por definir     | Por definir     | Por definir     | Por definir     | Por definir                                              |          |
| 2032     | Por definir      | Por definir     | Por definir     | Por definir     | Por definir     | Por definir     | Por definir     | Por definir     | Por definir     | Por definir                                              |          |
| Total    | 9/17             | 6.º             | 44              | 21              | 12              | 11              | 61              | 41              | +20             | Cristiano Ronaldo: 14                                    |          |

### Fase final de la Liga de Naciones
| Liga de Naciones UEFA | Liga de Naciones UEFA | Liga de Naciones UEFA | Liga de Naciones UEFA | Liga de Naciones UEFA | Liga de Naciones UEFA | Liga de Naciones UEFA | Liga de Naciones UEFA | Liga de Naciones UEFA | Liga de Naciones UEFA | Liga de Naciones UEFA | Liga de Naciones UEFA |
| Año                   | Ronda                 | Posición              | PJ                    | PG                    | PE                    | PP                    | GF                    | GC                    | DG                    | Goleador              |                       |
| 2019                  | Campeón               | 1.º                   | 2                     | 2                     | 0                     | 0                     | 4                     | 1                     | +3                    | Cristiano Ronaldo: 3  |                       |
| --------------------- | --------------------- | --------------------- | --------------------- | --------------------- | --------------------- | --------------------- | --------------------- | --------------------- | --------------------- | --------------------- | --------------------- |
| 2021                  | No se clasificó       | No se clasificó       | No se clasificó       | No se clasificó       | No se clasificó       | No se clasificó       | No se clasificó       | No se clasificó       | No se clasificó       | No se clasificó       |                       |
| 2023                  | No se clasificó       | No se clasificó       | No se clasificó       | No se clasificó       | No se clasificó       | No se clasificó       | No se clasificó       | No se clasificó       | No se clasificó       | No se clasificó       |                       |
| 2025                  | Campeón               | 1.º                   | 2                     | 1                     | 1                     | 0                     | 4                     | 3                     | +1                    | Cristiano Ronaldo:3   |                       |
| Total                 | 2/2                   | 1.º                   | 4                     | 3                     | 1                     | 0                     | 8                     | 4                     | +4                    | Cristiano Ronaldo:6   |                       |

### Copa Confederaciones
| Copa Confederaciones | Copa Confederaciones | Copa Confederaciones | Copa Confederaciones | Copa Confederaciones | Copa Confederaciones | Copa Confederaciones | Copa Confederaciones | Copa Confederaciones | Copa Confederaciones | Copa Confederaciones | Copa Confederaciones |                 |
| Año                  | Ronda                | Posición             | PJ                   | PG                   | PE                   | PP                   | GF                   | GC                   | DG                   | Goleador             |                      |                 |
| -------------------- | -------------------- | -------------------- | -------------------- | -------------------- | -------------------- | -------------------- | -------------------- | -------------------- | -------------------- | -------------------- | -------------------- | --------------- |
| 1992                 | No se clasificó      | No se clasificó      | No se clasificó      | No se clasificó      | No se clasificó      | No se clasificó      | No se clasificó      | No se clasificó      | No se clasificó      | No se clasificó      | No se clasificó      | No se clasificó |
| 1995                 | No se clasificó      | No se clasificó      | No se clasificó      | No se clasificó      | No se clasificó      | No se clasificó      | No se clasificó      | No se clasificó      | No se clasificó      | No se clasificó      | No se clasificó      | No se clasificó |
| 1997                 | No se clasificó      | No se clasificó      | No se clasificó      | No se clasificó      | No se clasificó      | No se clasificó      | No se clasificó      | No se clasificó      | No se clasificó      | No se clasificó      | No se clasificó      | No se clasificó |
| 1999                 | No se clasificó      | No se clasificó      | No se clasificó      | No se clasificó      | No se clasificó      | No se clasificó      | No se clasificó      | No se clasificó      | No se clasificó      | No se clasificó      | No se clasificó      | No se clasificó |
| 2001                 | No se clasificó      | No se clasificó      | No se clasificó      | No se clasificó      | No se clasificó      | No se clasificó      | No se clasificó      | No se clasificó      | No se clasificó      | No se clasificó      | No se clasificó      | No se clasificó |
| 2003                 | No se clasificó      | No se clasificó      | No se clasificó      | No se clasificó      | No se clasificó      | No se clasificó      | No se clasificó      | No se clasificó      | No se clasificó      | No se clasificó      | No se clasificó      | No se clasificó |
| 2005                 | No se clasificó      | No se clasificó      | No se clasificó      | No se clasificó      | No se clasificó      | No se clasificó      | No se clasificó      | No se clasificó      | No se clasificó      | No se clasificó      | No se clasificó      | No se clasificó |
| 2009                 | No se clasificó      | No se clasificó      | No se clasificó      | No se clasificó      | No se clasificó      | No se clasificó      | No se clasificó      | No se clasificó      | No se clasificó      | No se clasificó      | No se clasificó      | No se clasificó |
| 2013                 | No se clasificó      | No se clasificó      | No se clasificó      | No se clasificó      | No se clasificó      | No se clasificó      | No se clasificó      | No se clasificó      | No se clasificó      | No se clasificó      | No se clasificó      | No se clasificó |
| 2017                 | Tercer lugar         | 3.º                  | 5                    | 3                    | 2                    | 0                    | 9                    | 3                    | +6                   | Cristiano Ronaldo: 2 |                      |                 |
| Total                | 1/10                 | 12.º                 | 5                    | 3                    | 2                    | 0                    | 9                    | 3                    | +6                   | Cristiano Ronaldo: 2 |                      |                 |

### Juegos Olímpicos
| Juegos Olímpicos                                                                                         | Juegos Olímpicos              | Juegos Olímpicos              | Juegos Olímpicos              | Juegos Olímpicos              | Juegos Olímpicos              | Juegos Olímpicos              | Juegos Olímpicos              | Juegos Olímpicos              | Juegos Olímpicos              | Juegos Olímpicos              | Juegos Olímpicos |
| Año | Ronda                         | Posición                      | PJ                            | PG                            | PE                            | PP                            | GF                            | GC                            | DG                            | Goleador                      |                  |
| --- | ----------------------------- | ----------------------------- | ----------------------------- | ----------------------------- | ----------------------------- | ----------------------------- | ----------------------------- | ----------------------------- | ----------------------------- | ----------------------------- | ---------------- |
| 1908 | No existía la selección       | No existía la selección       | No existía la selección       | No existía la selección       | No existía la selección       | No existía la selección       | No existía la selección       | No existía la selección       | No existía la selección       | No existía la selección       |                  |
| 1912 | No existía la selección       | No existía la selección       | No existía la selección       | No existía la selección       | No existía la selección       | No existía la selección       | No existía la selección       | No existía la selección       | No existía la selección       | No existía la selección       |                  |
| 1920 | No existía la selección       | No existía la selección       | No existía la selección       | No existía la selección       | No existía la selección       | No existía la selección       | No existía la selección       | No existía la selección       | No existía la selección       | No existía la selección       |                  |
| 1924 | Cuartos de final              | 5.º                           | 3                             | 2                             | 0                             | 1                             | 7                             | 5                             | +2                            | Vítor Silva: 3                |                  |
| 1928 | No participó                  | No participó                  | No participó                  | No participó                  | No participó                  | No participó                  | No participó                  | No participó                  | No participó                  | No participó                  |                  |
| 1932 | No hubo competición de fútbol | No hubo competición de fútbol | No hubo competición de fútbol | No hubo competición de fútbol | No hubo competición de fútbol | No hubo competición de fútbol | No hubo competición de fútbol | No hubo competición de fútbol | No hubo competición de fútbol | No hubo competición de fútbol |                  |
| 1936 | No participó                  | No participó                  | No participó                  | No participó                  | No participó                  | No participó                  | No participó                  | No participó                  | No participó                  | No participó                  |                  |
| 1948 | No participó                  | No participó                  | No participó                  | No participó                  | No participó                  | No participó                  | No participó                  | No participó                  | No participó                  | No participó                  |                  |
| Desde 1952 los Juegos Olímpicos los disputan selecciones amateurs, y a partir de 1992 selecciones sub-23 |                               |                               |                               |                               |                               |                               |                               |                               |                               |                               |                  |
| Total | 1/7                           | -                             | 3                             | 2                             | 0                             | 1                             | 7                             | 5                             | +2                            | Vítor Silva: 3                |                  |

### Finales disputadas
La presente lista incluye solo partidos finales jugados por torneos mundiales, intercontinentales, y continentales oficiales a nivel de Selecciones absolutas. Se excluye partidos con sistema liguilla de todos contra todos como el Campeonato Panamericano de Fútbol y las Copas América hasta 1979.
| Año  | Torneo           | Resultado                        |
| ---- | ---------------- | -------------------------------- |
| 2004 | Eurocopa         | Portugal 0 - 1 Grecia            |
| 2016 | Eurocopa         | Portugal 1 - 0 Francia           |
| 2019 | Liga de Naciones | Portugal 1 - 0 Países Bajos      |
| 2025 | Liga de Naciones | Portugal 2 - 2 España (5:3 pen.) |

- Portugal jugó 4 finales: ganó 3 y perdió 1.

## Palmarés

### Selección absoluta
| Copa Mundial de Fútbol    | –              | –                  | 1 (1966)              | 1 (2006)           |                    |
| Eurocopa                  | 1 (2016)       | 1 (2004)           | 3 (1984, 2000 y 2012) | –                  |                    |
| Copa FIFA Confederaciones | –              | –                  | 1 (2017)              | –                  |                    |
| Liga de Naciones          | 2 (2019, 2025) | –                  | –                     | –                  |                    |
| Total                     | 3 títulos      | Selección absoluta | Selección absoluta    | Selección absoluta | Selección absoluta |

### Selección sub-21
- Torneo Esperanzas de Toulon:
  -  Campeona: 1992, 2001 y 2003.
  -  Subcampeona: 1994, 1997, 2000 y 2005.
  -  Tercera: 1996, 1998, 2006, 2014 y 2016.
- Eurocopa Sub-21:
  -  Subcampeona: 1994, 2015 y 2021.
  -  Tercera: 2004.

### Selección sub-20
- Copa Mundial de Fútbol Sub-20:
  -  Campeona: 1989 y 1991.
  -  Subcampeona: 2011.
  -  Tercera: 1995.

### Selección sub-19
- Europeo Sub-19:
  -  Campeona: 1961, 1994, 1999 y 2018.
  -  Subcampeona: 1971, 1988, 1990, 1992, 1997, 2003, 2014, 2017 y 2019.
  -  Tercera: 1960, 1964 y 1968.

### Selección sub-17
- Europeo Sub-17:
  -  Campeona: 1989, 1995, 1996, 2000, 2003 y 2016.
  -  Subcampeona: 1988.
  -  Tercera: 2004, 2014.